# Rzezawa
Rzezawa est une localité polonaise, siège de la gmina de Rzezawa, située dans le powiat de Bochnia en voïvodie de Petite-Pologne.